# Piramidalni zvončić
Piramidalni zvončić (prostijenjak, zvonac, piramidalna zvončika, prndelj, lipovida lat. Campanula pyramidalis), Vrsta zvončike, trajnice raširene po zemljama uz Jadransko more (Hrvatska, Italija), uvezena i u Francusku i Veliku Britaniju.
Raste po pukotinama stijena i zidova, na kamenitim obroncima i kamenarskim pašnjacima i u otvorenim listopadnim šikarama. Na Velebitu ga ima do 1000 metara iznad mora.  Ima uspravnu snažnu stabljiku, u donjem dijelu drvanastu, naraste do 200 centimetara visine. Listovi su naizmjenični, ovalni i nazubljeni, oni donji na peteljkama dužim od 10 cenrtimatara. Cvjetovi su zvonasti, ima pet prašnika i žute prašnice. Plod je tobolac.
Ova biljka je jestiva (mladi izdanci, prizemni listovi i korijen).
- C. pyramidalis
- C. pyramidalis
- C. pyramidalis
- C. pyramidalis
- C. pyramidalis